# هنری برگمن
هِنری بِرگْمَن (انگلیسی: Henry Bergman؛ زادهٔ ۲۳ فوریهٔ ۱۸۶۸ – درگذشتهٔ ۲۲ اکتبر ۱۹۴۶) بازیگر تئاتر و سینما اهل ایالات متحده آمریکا بود. او به‌خاطر همکاری درازمدت با چارلی چاپلین معروف بود.
از فیلم‌هایی که او در آن‌ها نقش داشت، می‌توان به عصر جدید، جویندگان طلا، روشنایی‌های شهر، پسربچه، سیرک، ایزی استریت، ماجراجو، سمساری و زندگی سگی اشاره کرد.